# Grace McCleen

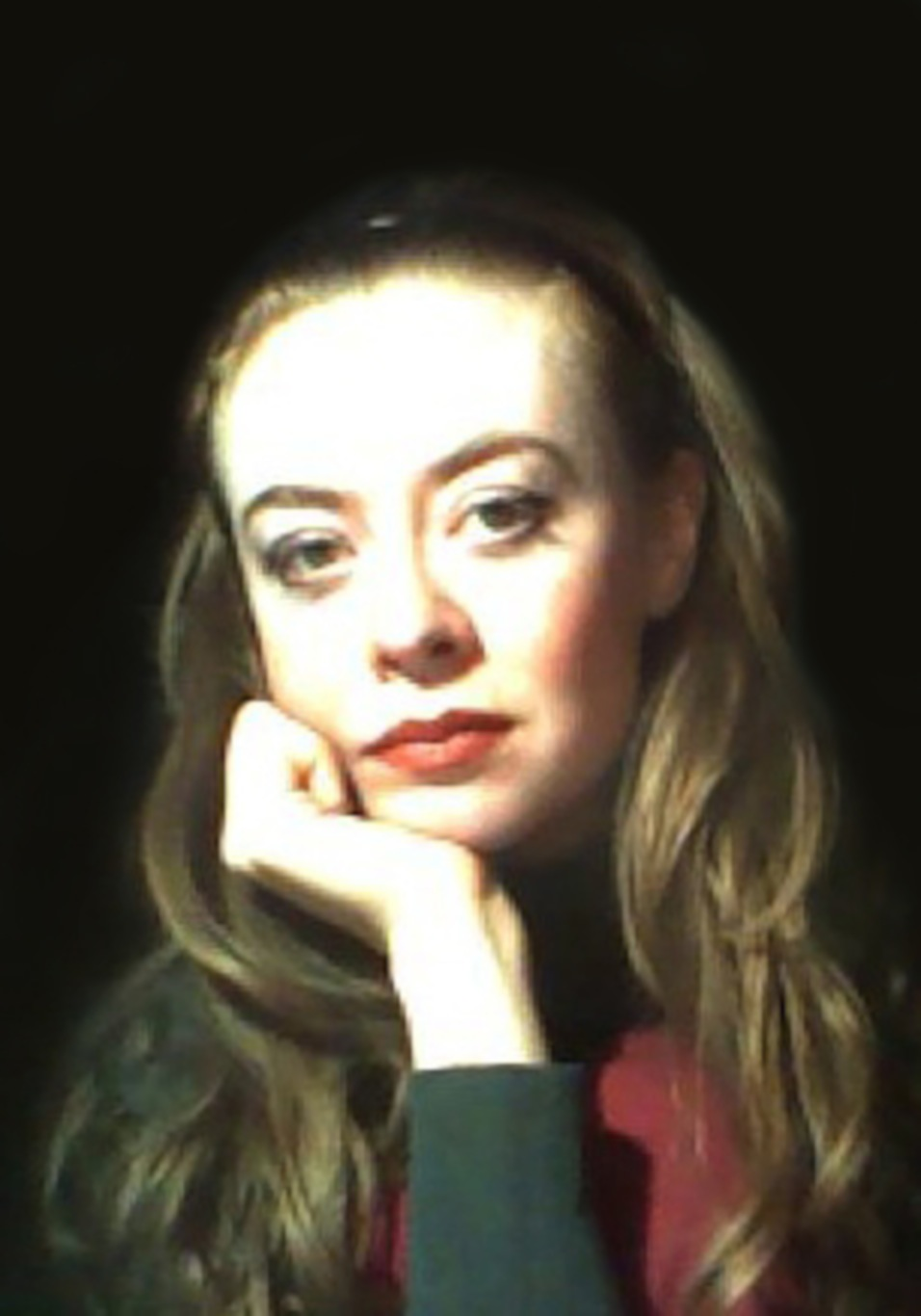
Grace McCleen (ohne Jahr)

Grace McCleen (geboren 1981 in Monmouthshire, Vereinigtes Königreich) ist eine britische Autorin.

## Leben
Grace McCleen wuchs in einer fundamentalistischen christlichen Familie auf. Sie studierte Englische Literatur an der Universität Oxford und an der York University. Sie lebt als Sängerin, Songwriterin, Künstlerin und Autorin in London.
Ihr Debütroman The Land of Decoration erhielt 2012 den „Desmond Elliott Prize“ und 2013 den „Betty Trask Award“. Er wurde übersetzt und erschien in über zwanzig Ländern. McCleen erklärte zwar, dass sie keine Romane mehr schreiben und sich auf ihre Karriere als Sängerin konzentrieren wolle, doch im Jahr 2013 erschien ihr zweiter Roman The Professor of Poetry und ein dritter, The Offering, erschien 2015.

## Werke
- The land of decoration: a novel. New York: Henry Holt and Co. 2012
  - Wo Milch und Honig fließen. Roman. Aus dem Englischen von Barbara Heller. DVA, München 2013, ISBN 978-3-4210-4546-1.
- The Professor of Poetry. Sceptre 2013
- The Offering. Sceptre 2015